# Estação de Pesquisas Machu Picchu

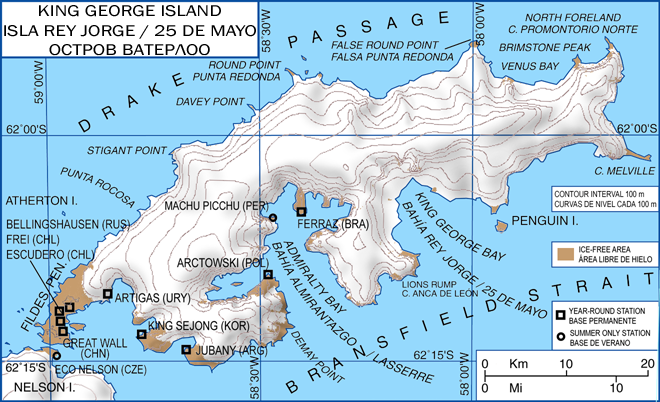
Ilha do Rei George, com a Estação de Pesquisas.

A Estação de Pesquisas Machu Picchu é uma estação de investigação científica estabelecida na Antártida pelo Peru. O propósito é a realização de estudos geológicos, climatológicos e biológicos nesta zona.
Na Antártida, os mais diversos países realizam investigações com fins pacíficos. Investiga-se o seu passado geológico, o potencial das suas riquezas marinhas, a força dos ventos, a contaminação e a adaptação da sua fauna ao rigor deste gélido ambiente.

## Antecedentes históricos
Em 1567, o vice-rei do Peru, Lope García de Castro, encarregou ao seu sobrinho, Álvaro de Mendaña, a primeira expedição ao sul do Oceano Pacífico, em busca da chamada Terra Australis Incognita. A expedição parte desde o porto de El Callao, a 20 de novembro de 1567.
Em 1600, o vice-rei do Peru, Luis de Velasco y Castilla, encarregou ao seu primo, Gabriel de Castilla uma expedição para enfrentar os piratas holandeses. Gabriel de Castilla foi nomeado "General del Callao" e comandou a Armada del Mar del Sur. Sobre esta expedição relatou o marinheiro holandês Laurenz Claesz que ele navegou sob o camando de Almirante don Gabriel de Castilla com trâs barcos ao largo das costas do Chile até Valparaiso, e desde ali até ao estreito, no ano de 1603; e esteve em Março nos 64 graus e ali tiveram muita neve. No seguinte mês de Abril regressaram de novo às costas do Chile. Outro documento holandês, publicado em Amesterdão em três idiomas em 1622 afirma que aos 64º S existe terra: muito alta e montanhosa, coberta de neve, como o país da Noruega, toda branca, que parecia estender-se até às ilhas Salomão. As terras avistadas seriam as Ilhas Shetland do Sul.
Em 1605, o vice-rei do Peru, Gaspar de Zúñiga y Acevedo, encarregou ao navegante Pedro Fernández de Quirós a terceira expedição de navegação até ao sul do continente, em busca da Terra Australis Incognita. Em 1606, tomou posse de todas as terras que descobriu com o nome de Australia del Espíritu Santo (hoje Vanuatu) e aquelas que se descobriram até ao pólo, o qual relata na sua obra Memoriales de las Tierras Australes.
No Canto de Caliope, Miguel de Cervantes Saavedra escreveu em 1615 sobre a Antártica, suas riquezas e sobre o Peru: De la region Antartica podria eternizar ingenios soberanos, que si riquezas hoy sustenta y cría tambien entendimientos sobrehumanos: mostrarlo puedo en muchos este dia, y en dos os quiero dar llenas las manos, uno de nueva España y nuevo Apolo; del Perú el otro; un sol unico y solo.
Em 1819, o navegante limenho, Rosendo Porlier y Asteguieta, ao comando do navio San Telmo, numa expedição com destino a Callao, naufragou numa das ilhas Shetland do Sul. Em 1825, o marinheiro inglês James Weddell relatava no su diário que Foram achados vários restos de um naufrágio nas ilhas do oeste, aparentemente da armação de um barco de 74 canhões, o que faz que seja muito provável que estes sejas os restos de um barco de guerra espanhol dessa categoria que tem estado perdida desde 1819, quando a de passagem a Lima.
Em 1891, o Dr. Luis Carranza, presidente da Sociedade Geográfica de Lima, publicou o artigo La Corriente Polar Antártica.
Em 1961, o primeiro-tenente Juan Soria e de seguida em 1972 o engenheiro Jorge Vásquez, integraram expedições que visitaram a Antártida.

## Organismo peruano
A Comisión Nacional de Asuntos Antárticos-CONAAN foi criada em Julho de 1983. Tratava-se de um organismo técnico, formado por vários sectores da administração pública peruana, encarregado de assessorar o governo em temas antárticos tanto nos aspectos jurídicos e políticos, como nos económicos, científicos e técnicos.
A razão fundamental da comissão obedeceu ao objectivo nacional de assegurar a presença peruana na Antártida, apontando também para a  protecção e conservação do seu ambiente.
A 20 de Novembro de 2002, é publicada no diário oficial El Peruano, a Lei Nº 27870, aprovada pelo Congresso e promulgada pelo Presidente da República, que reestruturou a CONAAN, transformando-a no Instituto Antártico Peruano (INANPE) como um organismo descentralizado com personalidade jurídica de direito público interno e autonomia científica, técnica, funcional, económica e administrativa, dependente sectorialmente do Ministerio de Relaciones Exteriores.
O Instituto Antártico Peruano converte-se na organização encarregue de formular, coordenar, conduzir e supervisionar de forma integral a política nacional antártica.

## Base científica e expedições
O Peru realiza anualmente expedições científicas a este continente.  Mantém uma base de investigação científica, denominada  Estação de Pesquisas Machu Picchu, instalada na Ilha do Rei George, na Baía do Almirantado.
Nesta base, desenvolvem-se diversos projectos científicos  como as investigações sobre o krill e suas possibilidades como alternativa para a alimentação humana, projectos  geológicos, biológicos, hidrográficos e geofísicos. Instalou-se na base um radar para medir os ventos nas camadas mais altas da atmosfera. Isto proporciona informação sobre a deterioração da camada de ozono.
Por ser um continente de elevada importância estratégica, ecológica e económica, o Peru tem interesse em que permaneça como uma zona  de paz, desmilitarizada e desnuclearizada e que se preserve o seu ambiente devido à sua relação com o clima peruano.
As suas frias águas são fundamentais para o Peru, já que ali se origina a corrente de Humboldt.

## Tratado Antártico
O Peru é membro consultivo do Tratado Antártico; com voz, voto e veto na tomada de todas as decisões vinculadas ao espaço austral. Aderiu ao Tratado a 10 de Abril de 1981, durante a XI Reunião Consultiva de Buenos Aires. Nessa oportunidade reconheceu o Tratado Antártico como o único instrumento jurídico válido e criador de direito internacional sobre a Antártida. O Pero, ao aderir ao Tratado, reservou os seus direitos de território com base no principio da defrontação e influência antártica no su clima, ecologia e biologia marina, invocando continuidade geológica e vínculos históricos.

### Direitos peruanos
A relação do Perú com a Antártica foi tratado pela primeira na Assembleia Constituinte de 1979 e consta na Constituição do Peru, de 1993.
…el Perú, país del hemisferio austral vinculado a la Antártida por costas que se proyectan hacia ella, así como por factores ecológicos y antecedentes históricos, y conforme con los derechos y obligaciones que tiene como parte consultiva del Tratado Antártico, propicia la conservación de la Antártida como una Zona de Paz dedicada a la investigación científica, y la vigencia de un régimen internacional que, sin desmedro de los derechos de Perú sobre la Antártida, promueva en beneficio de toda la humanidad la racional y equitativa explotación de los recursos de la Antártida, y asegure la protección y conservación del ecosistema de dicho Continente.— Constituição Peruana de 1993